# Emmy Albus
Emmy Albus (Wuppertal, 13 dicembre 1911 – Berlino, 20 settembre 1995) è stata una velocista tedesca.
Nel 1936 prese parte ai Giochi olimpici di Berlino dove arrivò sesta nei 100 metri piani, mentre nella staffetta 4×100 metri conquistò il record del mondo pari a 46"4 durante le semifinali, ma la sua squadra fu squalificata in finale.
Nel 1938 fu medaglia d'oro alla seconda edizione dei campionati europei di atletica leggera.

## Record nazionali
- Staffetta 4×100 metri: 46"4  ( Berlino, 1936)

## Palmarès
| Anno | Manifestazione  | Sede    | Evento                | Risultato | Prestazione | Note  |
| ---- | --------------- | ------- | --------------------- | --------- | ----------- | ----- |
| 1936 | Giochi olimpici | Berlino | 100 metri piani       | 6ª        | 12"3        | w     |
| 1936 | Giochi olimpici | Berlino | Staffetta 4×100 metri | finale    | dq          | [ 1 ] |
| 1938 | Europei         | Parigi  | Staffetta 4×100 metri | Oro       | 46"8        |       |